# Fernanda Nissen
Petra Fernanda Nissen, född Thomesen den 15 augusti 1863, död den 3 april 1920, var en norsk politiker.
Fernanda Nissen deltog ivrigt i det sociala arbetet. Hon var socialdemokratisk medlem av Kristiania stadsfullmäktige (från 1910) och ledamot av styrelsen för Norsk forening for socialt arbeide (sedan 1911) samt i många år estetisk medarbetare först i Dagbladet, senare i Socialdemokraten. Hon dog i Barmen, dit hon, då biografcensor, rest för att studera tyska filmindustrin.
Åren 1882–1892 var hon gift med redaktören L.K. Holst och därefter, från 1895, med Oscar Nissen i hans andra äktenskap.